# Robert Maršan
Robert Maršan (12. prosince 1875 Praha - 24. srpna 1938 Praha) byl český právník a historik. 
Do matriky byl zapsán jako Robert Franz Marschan, jeho otcem byl c. k. policejní komisař František Robert Maršan původem z Opočna. Robert Maršan se stal doktorem filosofie v roce 1899 a doktorem obojího práva v roce 1902. Po habilitaci z rakouských říšských dějin v roce 1905 působil v soudnictví, od roku 1913 jako okresní soudce v Praze. Roku 1919 se stal radou zemského soudu, kde působil do svého odchodu do penze v roce 1930. Pak se věnoval pedagogické a vědecké činnosti.
Určitou dobu byl rovněž činný politicky, krátce před první světovou válkou působil jako jednatel klubu Národní strany svobodomyslné. Roku 1917 se neúspěšně pokoušel emigrovat s cílem provádět ze zahraničí protirakouskou propagandu.

## Dílo
Publikoval mimo jiné na téma rakouské ústavy a historie rakouské policie. Souborný katalog České republiky uvádí např. (řazeno chronologicky):
- Čechové a Němci r. 1848 a boj o Frankfurt (1898)
- Dějiny policejní organisace rakouské (1904 s pozdějšími upravenými reedicemi)
- Boj o severní točnu (1907)
- Vliv cizích ústav na ústavní zákony rakouské z let 1848-1849 (1910)
- Státní bankrot rakouský (1919)
- Jak došlo k odtržení Lucemburska od koruny české (1933)